# Rosmalens Belang
Rosmalens Belang is een lokale politieke partij in de Nederlandse gemeente 's-Hertogenbosch.
De partij werd begin jaren '60 door Jacques Stienstra, Antoon Deckers en Jan Hoofs opgericht en de partij ageerde tegen projectontwikkelaars in de toenmalige gemeente Rosmalen. Stienstra was lijsttrekker en na de winst van vier zetels werd hij fractievoorzitter.
Rosmalens Belang is nu een fusie tussen Rosmalens Belang en De Partij, beide een politieke partij in de voormalige gemeente Rosmalen. Bij de tussentijdse gemeenteverkiezingen van 's-Hertogenbosch in 1995 was de partij de grote winnaar, omdat de Rosmalenaren massaal hun stem uit hadden gebracht op deze partij. Hiermee werd geprotesteerd tegen de gemeentelijke herindeling, waarin de gemeente Rosmalen per 1 januari 1996 werd opgeheven en opgenomen in de gemeente 's-Hertogenbosch. De partij werd met 10 zetels de grootste partij in de gemeente 's-Hertogenbosch. Daarna liep het zetelaantal terug, de partij behaalde in 1998 en 2002 6 zetels en behaalde in 2006 nog 4 zetels in de gemeenteraad van 's-Hertogenbosch. Dit aantal behaalden ze ook bij de verkiezingen in 2010. In de collegebesprekingen werd Rosmalens Belang aan de bestaande VVD-Groen Links-PvdA-CDA-coalitie toegevoegd en kreeg het één wethouderspost. Ook na de (verlate) verkiezingen van 2014 en die van 2018 behield de partij haar wethouderspost. in 2022 behaalde Rosmalens Belang 4 zetels en vormt samen met D66-VVD-Groen Links-PvdA-CDA een coalitie.
| 1995 | 1998 | 2002 | 2006 | 2010 | 2014 | 2018 | 2022 |
| 10   | 6    | 6    | 4    | 4    | 5    | 3    | 4    |